# Moitron
Moitron település Franciaországban, Côte-d’Or megyében. Lakosainak száma 55 fő (2022. január 1.). Moitron Montmoyen, Saint-Broing-les-Moines, Aignay-le-Duc, Étalante és Minot községekkel határos.

## Népesség
A település népességének változása:
| Lakosok száma | 89   | 74   | 58   | 52   | 60   | 61   | 62   | 59   | 58   | 55   |
|               | 1968 | 1982 | 1990 | 2006 | 2013 | 2015 | 2017 | 2019 | 2020 | 2022 |